# VCJD
De aandoening vCJD (afkorting voor variant Creutzfeldt-Jakob Disease) is een vorm van de ziekte van Creutzfeldt-Jakob die wordt veroorzaakt door het eten van vlees of (vooral) organen van aan BSE lijdende koeien. Aangetoond is dat de ziekteverwekker van vCJD overeenkomt met die van BSE (een prion).
Tot op heden zijn er ongeveer 200 gevallen wereldwijd bekend, merendeels (176) in Groot-Brittannië, waar de enige 'grote' BSE-epidemie heeft gewoed. De ziekte verloopt binnen 2 jaar fataal. De variant werd voor het eerst vastgesteld in 1996 in Groot-Brittannië. Doordat nog niet alles bekend is over de incubatietijd, is het lastig te voorspellen hoeveel gevallen van vCJD zich in de toekomst nog zullen voordoen. Oorspronkelijk liepen de schattingen van 250 gevallen tot 400 000 en meer. Het aantal zekere nieuwe gevallen in Engeland is echter 
na 2012 teruggevallen tot 0 of 1 per jaar, na rond het hoogtepunt in 2000 een jaar of zes min of meer constant te zijn geweest, rond de twintig per jaar. Op een na waren alle gevallen homozygoot voor het aminozuur Methionine op plaats 129 van hun prion-gen. Heterozygoten en homozygoten voor Valine op die plaats zijn blijkbaar beschermd tegen infectie of hebben een langere incubatietijd. De huidige analyses (2016) wijzen erop dat de piekincidentie in ca 2000 is gepasseerd en dat er nog maar zeer sporadisch nieuwe gevallen optreden. Het is theoretisch nog mogelijk dat er andere pieken in het verschiet liggen bijvoorbeeld als er vatbare groepen met een andere genetische opmaak en een langere incubatietijd zouden bestaan. In 2004 waren er in Engeland nog 9 nieuwe sterfgevallen, in 2005 slechts vijf, in 2006 tot december weer vijf. Na 2012 is er (nl. in 2016) in Engeland nog slechts 1 nieuw geval opgetreden. De epidemie lijkt daar dus inmiddels voorbij te zijn.
Over de incubatietijd van vCJD bestaat steeds minder onduidelijkheid. Schattingen liepen oorspronkelijk uiteen van 10 tot 75 jaar. De hogere schattingen worden met het uitblijven van nieuwe gevallen echter steeds minder waarschijnlijk. Besmetting is mogelijk door het eten van besmet materiaal, medische ingrepen (iatrogene besmetting)en via menselijk bloed (inmiddels 4 gevallen, waarvan 3 in Groot-Brittannië). Daarom zijn adviezen opgesteld voor nadere maatregelen ten aanzien van bloeddonoren en de behandeling van bloed.
CJD en vCJD beginnen dikwijls met kleine geheugenstoornissen, wisselende gemoedstoestanden en schokkende bewegingen in het gelaat. Na verloop van tijd doen zich andere symptomen voor: onstabiel lopen, verslechtering van het zicht, onduidelijk spreken, toenemende dementie. In het laatste stadium is sprake van incontinentie, krampachtige bewegingen, beven, stijve armen en benen en niet meer kunnen bewegen of spreken.
CJD en vCJD kunnen pas definitief worden vastgesteld na overlijden van de patiënt aan de hand van onderzoek van de hersenen. De diagnose kan niet gesteld worden door onderzoek van bloed. De diagnose is moeilijk: de gemiddelde duur van het begin van de symptomen tot aan de diagnose is elf maanden; de gemiddelde duur tussen het begin van de symptomen en overlijden is slechts 13,5 maanden.

## Gevallen in Nederland
- Op 21 april 2005 werd bekendgemaakt dat in Nederland het eerste slachtoffer van deze ziekte is ontdekt. Het ging hier om een jonge vrouw van 26 jaar. Zij is op 3 mei 2005 aan de gevolgen hiervan overleden.
- Op 22 juni 2006 is door het het Rijksinstituut voor Volksgezondheid en Milieu (RIVM) bekendgemaakt dat in Nederland een nieuw geval van de ziekte variant Creutzfeldt-Jakob is vastgesteld. Het betrof hier een 16-jarige inwoner uit Bennebroek die eind oktober 2006 aan de ziekte overleed.[2]
- Begin januari 2009 overleed een derde Nederlands slachtoffer.[3]